# نانسي أرشيبالد
نانسي أرشيبالد هي مبارزة بالسيف كندية، ولدت في 7 ديسمبر 1911 في مونتريال في كندا، وتوفيت في 28 أغسطس 1996 في فانكوفر في كندا.

## وصلات خارجية
- نانسي أرشيبالد على موقع أوليمبيديا (الإنجليزية)